# Anya Benton
Anya Benton (* in Moskau, Sowjetunion als Anna Wladislawowna Sabolotnaja, russisch Анна Владиславовна Заболотная)  ist eine russisch-amerikanische Schauspielerin und Model.

## Leben
In jungen Jahren zog ihre Familie in die USA. Sie wuchs in La Jolla, Kalifornien auf. Nach der High School nahm sie Schauspielunterricht an der John Casablanca Academy und hatte erste Theateraufführungen. Daneben begann sie zusätzliches Geld mit Modelaufträgen zu verdienen. Sie besuchte anschließend die University of Californiain Los Angeles. Dort studierte sie Spanisch und Russisch. Nach drei Jahren schloss sie das Studium mit dem Cum Laude student Status ab.

## Karriere
Nach ihrem Studium arbeitete sie erstmals verstärkt an ihrer Modelkarriere, bis sie 2007 schließlich in einem Film zu sehen war. Es folgten weiter kleinere Rollen vor allem in den Jahren 2009 und 2011. In der Serie Pink Slip hatte sie drei Jahre eine Hauptbesetzung. Bekanntheit erlangte sie durch Filme wie The Land That Time Forgot, Chihuahua: The Movie und Night of the Dead.

## Filmografie (Auswahl)
- 2007: Absolute Horror
- 2007: Numbers – Die Logik des Verbrechens (Numb3rs, Fernsehserie, Episode 4x08)
- 2008: Death Racers
- 2008: Don’t Look in the Cellar
- 2009: Chihuahua: The Movie
- 2009: Addicts
- 2009: The Land That Time Forgot
- 2009: Final Day – Das Ende der Welt (MegaFault, Fernsehfilm)
- 2009: Tone Deaf (Kurzfilm)
- 2009: The Hypocritic Oath (Kurzfilm)
- 2009: Get the Girl
- 2009–2010: Nip/Tuck – Schönheit hat ihren Preis (Nip/Tuck, Fernsehserie, 2 Episoden)
- 2009–2012: Pink Slip (Fernsehserie, 4 Episoden)
- 2010: 6 Guns
- 2010: Dahmer vs. Gacy
- 2010: Broken Dreams
- 2011: Kopfüber in die Nacht (Into the Night)
- 2011: The Understanding Angel (Kurzfilm)
- 2011: Miami Vice Los Angeles (Kurzfilm)
- 2011: Cornered
- 2011: Conversations with Lucifer (Kurzfilm)
- 2012: Night of the Dead
- 2012: Where Would We Be (Fernsehserie, Episode 1x01)
- 2017: The Delivery (Kurzfilm)
- 2018: Coded Court (Fernsehserie)
- 2019: The Madness Within